# David Miner
David Miner (New York, 15 novembre 1969) è un produttore televisivo e manager statunitense, vincitori di quattro Premi Emmy.

## Biografia
David Miner ha frequentato lo Skidmore College di Saratoga Springs, dove nel 1988 ha fondato il primo gruppo comico improvvisato della scuola e nel 1990 ha creato e prodotto il National College Comedy Festival. Dopo la laurea, è tornato a New York, dove ha iniziato a lavorare come produttore, oltre ad essere membro della compagnia teatrale di improvvisazione Chicago City Limits. Nel 1995 si è trasferito a Los Angeles per unirsi alla società 3 Arts Entertainment. Durante il corso della sua carriera, ha prodotto serie televisive, come 30 Rock, Parks and Recreation, Unbreakable Kimmy Schmidt, The Good Place e Hacks. È il manager di Tina Fey.

## Filmografia

### Cinema
- I Want Someone to Eat Cheese With, regia di Jeff Garlin (2006)
- News Movie (The Onion Movie), regia di James Kleiner (2008)
- Handsome: Un giallo Netflix (Handosme: A Netflix Mystery Movie), regia di Jeff Garlin (2017)
- Unbreakable Kimmy Schmidt - Kimmy vs il Reverendo(Unbreakable Kimmy Schmidt: Kimmy vs the Reverend), regia di Claire Scanlon (2020)

### Televisione
- Tracy Morgan: One Mic, regia di Andre Allen - speciale TV (2002)
- Greetings from Tucson - serie TV, 4 episodi (2002-2003)
- The Tracy Morgan Show - serie TV, 18 episodi (2003-2004)
- $5.15/Hr., regia di Richard Linklater - film TV (2004)
- Enough About Me, regia di Andy Cadiff - film TV (2005)
- Early Bird, regia di Paul Feig - film TV (2005)
- Totally Awesome, regia di Neal Brennan - film TV (2006)
- 30 Rock - serie TV, 138 episodi (2006-2013)
- Carpoolers - serie TV, 3 episodi (2007)
- Human Giant - serie TV, 21 episodi (2007-2008)
- Dana Gould: Let Me Put My Thoughts in You., regia di Bob Odenkirk - speciale TV (2009)
- Parks and Recreation - serie TV, 118 episodi (2009-2015)
- Aziz Ansari: Intimate Moments for a Sensual Evening, regia di Jason Woliner - film TV (2010)
- Tracy Morgan: Black and Blue, regia di John Moffitt - speciale TV (2010)
- Mash Up, regia di Jordan Vogt-Roberts - film TV (2011)
- T.J. Miller: No Real Reason, regia di Shannon Hartman - speciale TV (2011)
- John Mulaney: New in Town, regia di Ryan Polito - speciale TV (2012)
- Aziz Ansari: Dangerously Delicious, regia di Jason Woliner - film TV (2012)
- Larry Wilmore's Race, Religion & Sex, regia di Keith Truesdell - film TV (2012)
- Mash Up - programma TV (2012)
- Larry Wilmore's Raxe, Religion & Sex in Florida, regia di Jaime Eliezer Karas - speciale TV (2012)
- Browsers, regia di Don Scardino - film TV (2013)
- Brooklyn Nine-Nine - serie TV, 153 episodi (2013-2021)
- Cabot College, regia di Pamela Fryman - film TV (2014)
- Mulaney - serie TV, 2 episodi (2014)
- John Mulaney: The Comeback Kid, regia di Rhys Thomas - speciale TV (2015)
- Family Fortune, regia di Mark Cendrowski - film TV (2015)
- Unbreakable Kimmy Schmidt - serie TV, 51 episodi (2015-2019)
- Master of None - serie TV, 25 episodi (2015-2021)
- Grand Junction, regia di Claire Scanlon - film TV (2016)
- Dan Levy: Lion, regia di Samuel Brownfield - speciale TV (2016)
- The Kicker, regia di Don Scardino - film TV (2016)
- The Good Place - serie TV, 50 episodi (2016-2020)
- The Sackett Sisters, regia di Tristram Shapeero - film TV (2017)
- Oh, Hello on Broadway, regia di Michael John Warren e Alex Timbers - film TV (2017)
- Grandi notizie - serie TV, 23 episodi (2017-2018)
- John Mulaney: Kid Gorgeous at Radio City, regia di Alex Timbers - speciale TV (2018)
- Abby's - serie TV, 10 episodi (2019)
- Sunnyside - serie TV, 11 episodi (2019)
- John Mulaney & The Sack Lunch Bunch, regia di Rhys Thomas - film TV (2019)
- Tacoma FD - serie TV, 36 episodi (2019-2023)
- A Parks and Recreation Special, regia di Morgan Sackett - speciale TV (2020)
- A One-Time Special, regia di Oz Rodriguez - speciale TV (2020)
- Wilmore - serie TV, 10 episodi (2020)
- Non ho mai... (Never Have I Ever) - serie TV, 40 episodi (2020-2023)
- Q Force - serie animata, 10 episodi (2021)
- Mr. Mayor - serie TV, 20 episodi (2021-2022)
- Rutherford Falls - Amici per la vita (Rutherford Falls) - serie TV, 13 episodi (2021-2022)
- Girls5eva - serie TV, 22 episodi (2021-2024)
- Hacks - serie TV, 37 episodi (2021-in corso)
- Primo - serie TV, 8 episodi (2023)
- Mulligan - serie TV, 13 episodi (2023-2024)
- Hannah Einbinder: Everything Must Go, regia di Sandy Honig - speciale TV (2024)
- A Man on the Inside - serie TV, 8 episodi (2024)

## Riconoscimenti
- Premio Emmy
  - 2007 - Miglior serie commedia per 30 Rock
  - 2008 - Miglior serie commedia per 30 Rock
  - 2009 - Miglior serie commedia per 30 Rock
  - 2010 - Candidatura alla miglior serie commedia per 30 Rock
  - 2011 - Candidatura alla miglior serie commedia per 30 Rock
  - 2011 - Candidatura alla miglior serie commedia per Parks and Recreation
  - 2012 - Candidatura alla miglior serie commedia per 30 Rock
  - 2013 - Candidatura alla miglior serie commedia per 30 Rock
  - 2015 - Candidatura alla miglior serie commedia per Unbreakable Kimmy Schmidt
  - 2015 - Candidatura alla miglior serie commedia per Parks and Recreation
  - 2016 - Candidatura alla miglior serie commedia per Unbreakable Kimmy Schmidt
  - 2016 - Candidatura alla miglior serie commedia per Master of None
  - 2017 - Candidatura alla miglior serie commedia per Unbreakable Kimmy Schmidt
  - 2017 - Candidatura alla miglior serie commedia per Master of None
  - 2018 - Candidatura alla miglior serie commedia per Unbreakable Kimmy Schmidt
  - 2019 - Candidatura alla miglior serie commedia per The Good Place
  - 2020 - Candidatura alla miglior serie commedia per The Good Place
  - 2020 - Candidatura al miglior film per la televisione Unbreakable Kimmy Schmidt - Kimmy vs il Reverendo
  - 2020 - Candidatura al miglior speciale varietà pre-registrato per John Mulaney & The Sack Lunch Bunch
  - 2021 - Candidatura alla miglior serie commedia per Hacks
  - 2022 - Candidatura alla miglior serie commedia per Hacks
  - 2024 - Miglior serie commedia per Hacks